# NGC 6232
NGC 6232 este o galaxie situată în constelația Dragonul. A fost descoperită în 28 iunie 1884 de către Lewis A. Swift.